# Bouchavesnes-Bergen
Bouchavesnes-Bergen är en kommun i departementet Somme i regionen Hauts-de-France i norra Frankrike. År 2022 hade Bouchavesnes-Bergen 287 invånare. Kommunen ligger vid korsningen av vägarna N17 och D149, cirka 35 km nordväst om Saint-Quentin.

## Historia
Byn Bouchavesnes var platsen för omfattande strider under första världskriget, bland annat låg den mitt på fronten under slaget vid Somme 1916. Enligt marskalk Foch spelade striderna vid Bouchavesnes i september 1916 en avgörande roll under slaget. Idag står en staty över marskalken centralt i byn.
Byn utplånades fullständigt under striderna och uppfördes på nytt under 1920-talet. En stor bidragsgivare var den norske redaren Haakon Wallem. Till dennes ära ändrade kommunen 1920 sitt namn och fogade Wallems hemstad Bergen till sitt namn. Minnesplaketter över Wallem och staden Bergen finns på rådhuset.
I filmen En långvarig förlovning (2004) utspelas en del av handlingen under striderna vid Bouchavesnes.

## Befolkningsutveckling
Antalet invånare i kommunen Bouchavesnes-Bergen
| Referens: INSEE |